# أرت تورنر
أرت تورنر (بالإنجليزية: Art Turner)‏ هو محامي وسياسي أمريكي، ولد في 17 يوليو 1982 في شيكاغو في الولايات المتحدة. حزبياً، نشط في الحزب الديمقراطي. وقد انتخب عضو مجلس نواب إلينوي.

## وصلات خارجية
- الموقع الرسمي